# Zeuthen
Zeuthen è un comune di 11 578 abitanti del Brandeburgo, in Germania.

Appartiene al circondario di Dahme-Spreewald.
È bagnato dal fiume Dahme, affluente della Sprea e dà il nome al lago di Zeuthen, dalla prima formato, e sulla cui riva occidentale Zeuthen si affaccia.

## Società

### Evoluzione demografica
- Sviluppo della popolazione dal 1875 entro gli attuali confini (Linea Blu: Popolazione; Linea puntata: Confronto dello sviluppo della popolazione dello stato del Brandenburgo; Sfondo grigio: Ai tempi del governo nazista; Sfondo rosso: Al tempo del governo comunista)
- Sviluppo recente della popolazione (Linea blu) e previsioni

| Anno | Abitanti |
| ---- | -------- |
| 1875 | 372      |
| 1890 | 590      |
| 1910 | 1 553    |
| 1925 | 2 620    |
| 1933 | 5 249    |
| 1939 | 8 358    |
| 1946 | 8 730    |
| 1950 | 9 624    |
| 1964 | 9 078    |
| 1971 | 9 121    |
| 1981 | 8 610    |

| Anno | Abitanti |
| ---- | -------- |
| 1985 | 8 236    |
| 1989 | 7 979    |
| 1990 | 7 860    |
| 1991 | 7 738    |
| 1992 | 7 696    |
| 1993 | 7 652    |
| 1994 | 7 794    |
| 1995 | 7 923    |
| 1996 | 8 056    |
| 1997 | 8 171    |

| Anno | Abitanti |
| ---- | -------- |
| 1998 | 8 665    |
| 1999 | 9 005    |
| 2000 | 9 375    |
| 2001 | 9 646    |
| 2002 | 9 831    |
| 2003 | 9 959    |
| 2004 | 10 094   |
| 2005 | 10 219   |
| 2006 | 10 377   |
| 2007 | 10 344   |

| Anno | Abitanti |
| ---- | -------- |
| 2008 | 10 272   |
| 2009 | 10 290   |
| 2010 | 10 400   |
| 2011 | 10 574   |
| 2012 | 10 693   |
| 2013 | 10 811   |
| 2014 | 10 993   |
| 2015 | 11 106   |
| 2016 | 11 270   |
| 2017 | 11 297   |

| Anno | Abitanti |
| ---- | -------- |
| 2018 | 11 381   |
| 2019 | 11 427   |
| 2020 | 11 355   |

## Amministrazione

### Gemellaggi
Zeuthen è gemellata con:
- Interlaken
- Małomice
- Düren